# Grand Prix Bahrajnu 2009
Grand Prix Bahrajnu 2009 (V Gulf Air Bahrain Grand Prix) byl 4. závod 60. ročníku mistrovství světa jezdců Formule 1 a 51. ročníku poháru konstruktérů, historicky již 807. grand prix, se již tradičně odehrála na okruhu v Manamy.

## Závod
- 26. duben 2009
- Okruh Bahrain International Circuit
- 57 kol x 5.412 km − 246 m = 308.238 km
- 807. Grand Prix
- 4. vítězství  « Jensona Buttona
- 3. vítězství pro  « Brawn GP
- 203. vítězství pro  « Velkou Británii (nový rekord)
- 11. vítězství pro vůz se startovním číslem « 22
- 54. vítězství ze  « 4. místa na startu

| Legenda k tabulce | Legenda k tabulce                                                                       |
| Barva             | Výsledek                                                                                |
| ----------------- | --------------------------------------------------------------------------------------- |
| Zlatá             | Vítěz                                                                                   |
| Stříbrná          | 2. místo                                                                                |
| Bronzová          | 3. místo                                                                                |
| Zelená            | Bodované umístění                                                                       |
| Modrá             | Nebodované umístění                                                                     |
| Modrá             | Dokončil neklasifikován (NC)                                                            |
| Fialová           | Odstoupil (Ret)                                                                         |
| Červená           | Nekvalifikoval se (DNQ)                                                                 |
| Červená           | Nepředkvalifikoval se (DNPQ)                                                            |
| Černá             | Diskvalifikován (DSQ)                                                                   |
| Bílá              | Nestartoval (DNS)                                                                       |
| Bílá              | Závod zrušen (C)                                                                        |
| Světle modrá      | Pouze trénoval (PO)                                                                     |
| Světle modrá      | Páteční testovací jezdec (TD)                                                           |
| Bez barvy         | Netrénoval (DNP)                                                                        |
| Bez barvy         | Vyřazen (EX)                                                                            |
| Bez barvy         | Nepřijel (DNA)                                                                          |
| Bez barvy         | Odvolal účast (WD)                                                                      |
| Bez barvy         | Nezúčastnil se (prázdné)                                                                |
| Označení          | Význam                                                                                  |
| Tučnost           | Pole position                                                                           |
| Kurzíva           | Nejrychlejší kolo                                                                       |
| †                 | Jezdec nedojel do cíle, ale byl klasifikován, protože odjel více než 90 % délky závodu. |
| ‡                 | Byl udělován poloviční počet bodů, protože bylo odjeto méně než 75 % délky závodu.      |
| Horní index       | Umístění bodujících jezdců ve sprintu                                                   |

| Pozice | č.  | Jezdec               | Vůz               | Kolo | Čas           | +/- | Pole | Body | Nej. kolo      | Váha/kg | 1. Pitstop   | 2. Pitstop   | 3. Pitstop   |
| ------ | --- | -------------------- | ----------------- | ---- | ------------- | --- | ---- | ---- | -------------- | ------- | ------------ | ------------ | ------------ |
| 1      | 22. | Jenson Button        | Brawn BGP 001     | 57   | 1h 31m 48,182 | 3   | 4    | 10   | 1:34.588       | 652.5   | 15. / 27.965 | 37. / 27.676 |              |
| 2      | 15. | Sebastian Vettel     | Red Bull RB5      | 57   | +0:07,187     | 1   | 3    | 8    | 1:34.756 (4.)  | 659     | 19. / 27.144 | 40. / 25.776 |              |
| 3      | 9.  | Jarno Trulli         | Toyota TF109      | 57   | +0:09.170     | 2   | 1    | 6    | 1:34.556       | 648.5   | 12. / 26.890 | 37. / 26.381 |              |
| 4      | 1.  | Lewis Hamilton       | McLaren MP4-24    | 57   | +0:22.096     | 1   | 5    | 5    | 1:34.915 (6.)  | 652.5   | 15. / 26.222 | 37. / 26.340 |              |
| 5      | 23. | Rubens Barrichello   | Brawn BGP 001     | 57   | +0:37.779     | 1   | 6    | 4    | 1:34.901 (5.)  | 649     | 14. / 26.343 | 26. / 27.657 | 47. / 25.197 |
| 6      | 4.  | Kimi Räikkönen       | Ferrari F60       | 57   | +0:42.057     | 4   | 10   | 3    | 1:35.498 (11.) | 671.5   | 21. / 28.907 | 44. / 27.716 |              |
| 7      | 10. | Timo Glock           | Toyota TF109      | 57   | +0:42.880     | 5   | 2    | 2    | 1:34.574       | 643     | 11. / 28.643 | 33. / 25.668 |              |
| 8      | 7.  | Fernando Alonso      | Renault R29       | 57   | +0:52.775     | 1   | 7    | 1    | 1:35.722 (14.) | 650.5   | 16. / 27.234 | 37. / 26.282 |              |
| 9      | 16. | Nico Rosberg         | Williams FW31     | 57   | +0:58.198     | 0   | 9    | x    | 1:35.816 (15.) | 670.5   | 21. / 27.254 | 45. / 25.525 |              |
| 10     | 8.  | Nelson Piquet jr.    | Renault R29       | 57   | +1:05.149     | 5   | 15   | x    | 1:35.441 (10.) | 677.6   | 23. / 26.328 | 42. / 26.224 |              |
| 11     | 14  | Mark Webber          | Red Bull RB5      | 57   | +1:07.641     | 7   | 18   | x    | 1:35.165 (8.)  | 656     | 14. / 28.265 | 37. / 27.462 |              |
| 12     | 2.  | Heikki Kovalainen    | McLaren MP4-24    | 57   | +1:17.824     | 1   | 11   | x    | 1:35.520 (12.) | 678.5   | 12. / 25.574 | 37. / 26.793 |              |
| 13     | 11. | Sebastien Bourdais   | Toro Rosso STR4   | 57   | +1:18.805     | 7   | 20   | x    | 1:35.410 (9.)  | 667.5   | 18. / 26.626 | 36. / 26.721 |              |
| 14     | 3.  | Felipe Massa         | Ferrari F60       | 56   | +1 kolo       | 6   | 8    | x    | 1:35.065 (7.)  | 664.5   | 3. / 33.034  | 29. / 26.660 | 46. / 26.169 |
| 15     | 21. | Giancarlo Fisichella | Force India VJM02 | 56   | +1 kolo       | 2   | 17   | x    | 1:36.376 (19.) | 652     | 15. / 27.409 | 21. / 27.610 |              |
| 16     | 20. | Adrian Sutil         | Force India VJM02 | 56   | +1 kolo       | 3   | 19   | x    | 1:36.219 (18.) | 679     | 23. / 26.191 | 41. / 25.545 |              |
| 17     | 12. | Sebastien Buemi      | Toro Rosso STR4   | 56   | +1 kolo       | 1   | 16   | x    | 1:36.473 (20.) | 678.5   | 21. / 27.023 | 39. / 29.923 |              |
| 18     | 5   | Robert Kubica        | BMW Sauber F1.09  | 56   | +1 kolo       | 5   | 13   | x    | 1:35.706 (13.) | 698.6   | 2. / 30.403  | 34. / 27.552 |              |
| 19     | 6.  | Nick Heidfeld        | BMW Sauber F1.09  | 56   | +1 kolo       | 5   | 14   | x    | 1:35.924 (16.) | 696.3   | 3. / 30.246  | 36. / 27.000 |              |
| Pozice | č.  | Odstoupili           | Vůz               | Kolo | Důvod         | +/- | Pole | Body | Nej. kolo      | Váha/kg | 1. Pitstop   | 2. Pitstop   | 3. Pitstop   |
| Ret    | 17. | Kazuki Nakadžima     | Williams FW31     | 48   | Tlak oleje    | 18  | 12   | x    | 1:36.153 (17.) | 680.9   | 2. / 35.718  | 30. / 26.061 |              |
| Zdroj: |     |                      |                   |      |               |     |      |      |                |         |              |              |              |

## Postavení na startu
Jarno Trulli- Toyota F1-1'33.431
- 4. Pole position  « Jarna Trulliho
- 3. Pole position pro « Toyotu
- 47. Pole position pro « Itálii
- 15. Pole position pro vůz se «  startovním číslem 9
- 13× první řadu získal « Jarno Trulli
- 1× první řadu získal  Timo Glock
- 8× první řadu získal « Toyota
- 159× první řadu získala « Německo
- 157× první řadu získala « Itálie

|                                                      |                                                            | Kvalifikace III.                                        | Kvalifikace II.                                         | Kvalifikace I.                                                |
| ---------------------------------------------------- | ---------------------------------------------------------- | ------------------------------------------------------- | ------------------------------------------------------- | ------------------------------------------------------------- |
| _______1_______ Jarno Trulli Toyota 1'33.431         |                                                            | Jarno Trulli Toyota 1'33.431 29,8 / 40,3 / 23,2         | Sebastian Vettel Red Bull 1'32.474 29,7 / 39,8 / 22,9   | Sebastian Vettel Red Bull 1'32.680 29,8 / 40,0 / 22,8         |
|                                                      | _______2_______ Timo Glock Toyota 1'33.712                 | Timo Glock Toyota 1'33.712 30,0 / 40,5 / 23,0           | Timo Glock Toyota 1'32.613 29,7 / 39,9 / 22,8           | Jarno Trulli Toyota 1'32.779 29,7 / 40,1 / 22,8               |
| _______3_______ Sebastian Vettel Red Bull 1'34.015   |                                                            | Sebastian Vettel Red Bull 1'34.015 30,0 / 40,6 / 23,2   | Jarno Trulli Toyota 1'32.671 29,7 / 40,0 / 22,8         | Lewis Hamilton McLaren 1'32.851 29,7 / 40,2 / 22,8            |
|                                                      | _______4_______ Jenson Button Brawn GP 1'34.044            | Jenson Button Brawn GP 1'34.044 30,0 / 40,6 / 23,2      | Kimi Räikkönen Ferrari 1'32.827 29,7 / 40,1 / 22,8      | Jenson Button Brawn GP 1'32.978 29,9 / 39,9 / 23,0            |
| _______5_______ Lewis Hamilton McLaren 1'34.196      |                                                            | Lewis Hamilton McLaren 1'34.196 30,0 / 40,9 / 23,1      | Rubens Barrichello Brawn GP 1'32.842 29,8 / 39,9 / 23,0 | Rubens Barrichello Brawn GP 1'33.116 29,9 / 40,0 / 23,3       |
|                                                      | _______6_______ Rubens Barrichello Brawn GP 1'34.239       | Rubens Barrichello Brawn GP 1'34.239 30,1 / 40,6 / 23,4 | Jenson Button Brawn GP 1'32.842 29,6 / 40,0 / 22,9      | Kimi Räikkönen Ferrari 1'33.117 29,9 / 40,1 / 23,0            |
| _______7_______ Fernando Alonso Renault 1'34.578     |                                                            | Fernando Alonso Renault 1'34.578 30,2 / 40,8 / 23,2     | Fernando Alonso Renault 1'32.860 29,7 / 40,1 / 22,9     | Timo Glock Toyota 1'33.165 30,1 / 40,1 / 22,8                 |
|                                                      | _______8_______ Felipe Massa Ferrari 1'34.818              | Felipe Massa Ferrari 1'34.818 30,3 / 41,0 / 23,4        | Lewis Hamilton McLaren 1'32.877 29,6 / 40,3 / 22,9      | Kazuki Nakadžima Williams 1'33.221 30,0 / 40,1 / 23,0         |
| _______9_______ Nico Rosberg Williams 1'35.134       |                                                            | Nico Rosberg Williams 1'35.134 30,3 / 41,1 / 23,5       | Felipe Massa Ferrari 1'33.014 29,7 / 40,3 / 22,9        | Felipe Massa Ferrari 1'33.297 29,8 / 40,3 / 22,9              |
|                                                      | _______10_______ Kimi Räikkönen Ferrari 1'35.380           | Kimi Räikkönen Ferrari 1'35.380 30,3 / 41,3 / 23,6      | Nico Rosberg Williams 1'33.166 29,8 / 40,1 / 23,0       | Nick Heidfeld BMW 1'33.377 29,9 / 40,4 / 22,9                 |
| _______11_______ Heikki Kovalainen McLaren 1'33.242  |                                                            |                                                         | Heikki Kovalainen McLaren 1'33.242 29,7 / 40,3 / 23,0   | Heikki Kovalainen McLaren 1'33.479 30,0 / 40,4 / 23,0         |
|                                                      | _______12_______ Kazuki Nakadžima Williams 1'33.348        |                                                         | Kazuki Nakadžima Williams 1'33.348 30,0 / 40,1 / 23,1   | Robert Kubica BMW 1'33.495 29,9 / 40,4 / 23,0                 |
| _______13_______ Robert Kubica BMW 1'33.487          |                                                            |                                                         | Robert Kubica BMW 1'33.487 30,0 / 40,3 / 23,0           | Nelson Piquet Jr. Renault 1'33.608 29,8 / 40,3 / 23,0         |
|                                                      | _______14_______ Nick Heidfeld BMW 1'33.562                |                                                         | Nick Heidfeld BMW 1'33.562 30,0 / 40,4 / 23,0           | Fernando Alonso Renault 1'33.627 29,9 / 40,3 / 23,2           |
| _______15_______ Nelson Piquet Jr. Renault 1'33.941  |                                                            |                                                         | Nelson Piquet Jr. Renault 1'33.941 29,9 / 40,3 / 23,0   | Nico Rosberg Williams 1'33.672 30,2 / 40,2 / 23,1             |
|                                                      | _______16_______ Adrian Sutil Force India 1'33.722         |                                                         |                                                         | Adrian Sutil Force India 1'33.722 29,9 / 40,5 / 23,2          |
| _______17_______ Sébastien Buemi Toro Rosso 1'33.753 |                                                            |                                                         |                                                         | Sébastien Buemi Toro Rosso 1'33.753 29,8 / 40,3 / 23,1        |
|                                                      | _______18_______ Giancarlo Fisichella Force India 1'33.910 |                                                         |                                                         | Giancarlo Fisichella Force India 1'33.910 30,05 / 40,5 / 23,2 |
| _______19_______ Mark Webber Red Bull 1'34.038       |                                                            |                                                         |                                                         | Mark Webber Red Bull 1'34.038 30,1 / 40,3 / 23,2              |
|                                                      | _______20_______ Sébastien Bourdais Toro Rosso 1'34.159    |                                                         |                                                         | Sébastien Bourdais Toro Rosso 1'34.159 30,0 / 40,7 / 23,1     |
| Zdroj:                                               |                                                            |                                                         |                                                         |                                                               |

## Tréninky
|    | I. Trénink                                |    | II. Trénink                               |    | III. Trénink                              |
| -- | ----------------------------------------- | -- | ----------------------------------------- | -- | ----------------------------------------- |
| 1  | Lewis Hamilton McLaren 1:33.647           | 1  | Nico Rosberg Williams 1:33.339            | 1  | Timo Glock Toyota 1:32.605                |
| 2  | Nick Heidfeld BMW 1:33.907                | 2  | Fernando Alonso Renault 1:33.530          | 2  | Felipe Massa Ferrari 1:32.728             |
| 3  | Robert Kubica BMW 1:33.938                | 3  | Jarno Trulli Toyota 1:33.616              | 3  | Nico Rosberg Williams 1:32.906            |
| 4  | Nico Rosberg Williams 1:34.227            | 4  | Sebastian Vettel Red Bull 1:33.661        | 4  | Lewis Hamilton McLaren 1:32.975           |
| 5  | Jenson Button Brawn GP 1:34.434           | 5  | Mark Webber Red Bull 1:33.676             | 5  | Kimi Räikkönen Ferrari 1:32.986           |
| 6  | Heikki Kovalainen McLaren 1:34.502        | 6  | Jenson Button Brawn GP 1:33.694           | 6  | Nelson Piquet Jr. Renault 1:33.176        |
| 7  | Rubens Barrichello Brawn GP 1:34.531      | 7  | Adrian Sutil Force India 1:33.763         | 7  | Robert Kubica BMW 1:33.195                |
| 8  | Felipe Massa Ferrari 1:34.589             | 8  | Timo Glock Toyota 1:33.764                | 8  | Kazuki Nakadžima Williams 1:33.302        |
| 9  | Mark Webber Red Bull 1:34.827             | 9  | Rubens Barrichello Brawn GP 1:33.885      | 9  | Jarno Trulli Toyota 1:33.397              |
| 10 | Kimi Räikkönen Ferrari 1:34.827           | 10 | Kazuki Nakadžima Williams 1:33.899        | 10 | Nick Heidfeld BMW 1:33.415                |
| 11 | Kazuki Nakadžima Williams 1:34.880        | 11 | Lewis Hamilton McLaren 1:33.994           | 11 | Sebastian Vettel Red Bull 1:33.443        |
| 12 | Sebastian Vettel Red Bull 1:34.938        | 12 | Giancarlo Fisichella Force India 1:34.025 | 12 | Heikki Kovalainen McLaren 1:33.478        |
| 13 | Nelson Piquet Jr. Renault 1:34.974        | 13 | Sébastien Buemi Toro Rosso 1:34.127       | 13 | Fernando Alonso Renault 1:33.482          |
| 14 | Adrian Sutil Force India 1:35.021         | 14 | Sébastien Bourdais Toro Rosso 1:34.366    | 14 | Adrian Sutil Force India 1:33.534         |
| 15 | Jarno Trulli Toyota 1:35.036              | 15 | Nelson Piquet Jr. Renault 1:34.411        | 15 | Jenson Button Brawn GP 1:33.586           |
| 16 | Giancarlo Fisichella Force India 1:35.042 | 16 | Felipe Massa Ferrari 1:34.564             | 16 | Rubens Barrichello Brawn GP 1:33.686      |
| 17 | Timo Glock Toyota 1:35.333                | 17 | Robert Kubica BMW 1:34.605                | 17 | Sébastien Buemi Toro Rosso 1:33.720       |
| 18 | Fernando Alonso Renault 1:35.348          | 18 | Kimi Räikkönen Ferrari 1:34.670           | 18 | Mark Webber Red Bull 1:33.726             |
| 19 | Sébastien Bourdais Toro Rosso 1:35.353    | 19 | Heikki Kovalainen McLaren 1:34.764        | 19 | Giancarlo Fisichella Force India 1:33.962 |
| 20 | Sébastien Buemi Toro Rosso 1:35.369       | 20 | Nick Heidfeld BMW 1:34.790                | 20 | Sébastien Bourdais Toro Rosso 1:34.990    |

## Zajímavosti
- 1. pole position a nejrychlejší kolo Toyotu v této sezoně
- 1. body pro Kimiho Raikkonena a Ferrari v této sezoně
- 1. nejrychlejší kolo Jarna Trulliho
- 1. pole position Jarna Trulliho v této sezoně

| Pole position | Vítězství          | Nej. kolo    | Hattrick | Vedení             | Vedení       | Vedení           | Vedení       | Vedení         | Chelem |
| Itálie        | Spojené království | Itálie       |          | Spojené království | Německo      | Německo          | Itálie       | Finsko         |        |
| Jarno Trulli  | Jenson Button      | Jarno Trulli |          | Jenson Button      | Timo Glock   | Sebastian Vettel | Jarno Trulli | Kimi Räikkönen |        |
| Toyota TF109  | Brawn BGP 001      | Toyota TF109 |          | Brawn BGP 001      | Toyota TF109 | Red Bull RB5     | Toyota TF109 | Ferrari F60    |        |
| 1:33.431      | 1:31'48.182        | 1:34.556     |          | 36 kol             | 10 kol       | 7 kol            | 2 kola       | 2 kola         |        |
| 208.530 km/h  | 201.456 km/h       | 206.049 km/h |          | 194,832 km         | 54,12 km     | 37,884 km        | 10,824 km    | 10,824 km      |        |
| ------------- | ------------------ | ------------ | -------- | ------------------ | ------------ | ---------------- | ------------ | -------------- | ------ |